# Sé titular de Otona
A Diocese de Otona (em latim: Diœcesis Othonensis) é uma sé suprimida e sé titular da Igreja Católica Romana.

## História
O título refere-se à primeira sé episcopal do reino de Essex após a restauração do Cristianismo na região na segunda metade do século VII, pelo bispo São Ceda, que fixou a sua residência num mosteiro que construiu sobre as ruínas do antigo assentamento romano de Otona, perto da atual Bradwell-on-Sea.
Desde 1969, Otona é contada entre os bispados titulares da Igreja Católica Romana; desde 10 de junho de 2000 o arcebispo titular, título pessoal, é George Kocherry, ex-núncio apostólico em Bangladesh.

## Bispos titulares
- Bernard Patrick Wall (14 de abril de 1969 - 18 de junho de 1976) - Falecido;
- Anthony Hitchen (28 de maio de 1979 - 10 de abril de 1988) - Falecido;
- Vincent Gerard Nichols (5 de novembro de 1991 - 15 de fevereiro de 2000) -  Nomeado Arcebispo de Birmingham;
- George Kocherry (10 de junho de 2000 -).